# Neufchâteau, Franța
Neufchâteau este un oraș în Franța, sub-prefectură a departamentului Vosges, în regiunea Lorena.